# Рейнатрё, Боарур о
Боару́р о Рейнатрё (фар. Bárður á Reynatrøð; род. 8 января 2000 года в Торсхавне, Фарерские острова) — фарерский футболист, вратарь клуба «Викингур» и национальной сборной Фарерских островов.

## Клубная карьера
Боарур является воспитанником футбольной школы «Викингура». Его дебют за родной клуб состоялся 17 марта 2018 года, когда он пропустил 2 гола от «ХБ» в матче фарерской премьер-лиги. Всего в своём первом сезоне на взрослом уровне голкипер отыграл 3 встречи в рамках первенства архипелага и пропустил в них 6 мячей. В сезоне-2019 Боарур появился в воротах «Викингура» лишь в заключительном туре чемпионата, «насухо» отстояв встречу с «ТБ». В 2020 году вратарь был отдан в аренду в «Скоалу». Там Боарур был «первым номером», приняв участие во всех 27 играх премьер-лиги и пропустив в них 72 гола.
Вернувшись в «Викингур» в 2021 году, Боарур стал основным вратарём этого клуба. В сезоне-2022 голкипер принял активное участие в кампании Кубка Фарерских островов, а в победном финальном поединке с клаксвуйкским «КИ» не пропустил ни одного мяча. В 2024 году он внёс весомый вклад в победный для команды розыгрыш чемпионата Фарерских островов, сыграв во всех 27 матчах, пропустив 14 голов и 15 раз сохранив свои ворота в неприкосновенности. За свою результативную игру в сезоне-2024 Боарур был признан Вратарём года на Фарерских островах.

## Международная карьера
В 2015—2018 годах Боарур представлял родной архипелаг на международном юношеском уровне. В составе юношеской сборной Фарерских островов до 17 лет он принимал участие на Чемпионате Европы по футболу, проходившем в Хорватии. На турнире голкипер отыграл 2 встречи в статусе капитана: он пропустил 7 голов в игре против французов, а сверстники из Венгрии поразили его ворота четырежды. В 2021—2022 годах Боарур был членом молодёжной сборной Фарерских островов, отыграв 8 встреч и пропустив в них 8 мячей.
В составе национальной сборной Фарерских островов Боарур дебютировал 27 марта 2023 года, пропустив 1 мяч в товарищеской игре со сборной Северной Македонии. В 2023 году он суммарно провёл 3 игры, пропустил 3 гола и 1 раз отыграл «насухо». В 2024 году основной вратарь национальной команды Маттиас Ламхвудже травмировал руку, что позволило Боаруру занять место в основном составе и принять участие в 7 международных встречах, где он пропустил 11 мячей.
| Матчи Боарура о Рейнатрё за национальную сборную Фарерских островов | Матчи Боарура о Рейнатрё за национальную сборную Фарерских островов | Матчи Боарура о Рейнатрё за национальную сборную Фарерских островов | Матчи Боарура о Рейнатрё за национальную сборную Фарерских островов | Матчи Боарура о Рейнатрё за национальную сборную Фарерских островов | Матчи Боарура о Рейнатрё за национальную сборную Фарерских островов |
| №                                                                   | Дата                                                                | Оппонент                                                            | Счёт                                                                | Соревнование                                                        |                                                                     |
| ------------------------------------------------------------------- | ------------------------------------------------------------------- | ------------------------------------------------------------------- | ------------------------------------------------------------------- | ------------------------------------------------------------------- | ------------------------------------------------------------------- |
| 1                                                                   | 27 марта 2023                                                       | Северная Македония                                                  | 0:1                                                                 | Товарищеский матч                                                   |                                                                     |
| 2                                                                   | 16 ноября 2023                                                      | Норвегия                                                            | 0:2                                                                 | Товарищеский матч                                                   |                                                                     |
| 3                                                                   | 20 ноября 2023                                                      | Албания                                                             | 0:0                                                                 | Отбор ЧЕ-2024                                                       |                                                                     |
| 4                                                                   | 8 июня 2024                                                         | Эстония                                                             | 1:4                                                                 | Балтийский Кубок 2024                                               |                                                                     |
| 5                                                                   | 11 июня 2024                                                        | Латвия                                                              | 0:1                                                                 | Балтийский Кубок 2024                                               |                                                                     |
| 6                                                                   | 7 сентября 2024                                                     | Северная Македония                                                  | 1:1                                                                 | Лига Наций 2024/25                                                  |                                                                     |
| 7                                                                   | 10 сентября 2024                                                    | Латвия                                                              | 0:1                                                                 | Лига Наций 2024/25                                                  |                                                                     |
| 8                                                                   | 10 октября 2024                                                     | Армения                                                             | 2:2                                                                 | Лига Наций 2024/25                                                  |                                                                     |
| 9                                                                   | 13 октября 2024                                                     | Латвия                                                              | 1:1                                                                 | Лига Наций 2024/25                                                  |                                                                     |
| 10                                                                  | 17 ноября 2024                                                      | Северная Македония                                                  | 0:1                                                                 | Лига Наций 2024/25                                                  |                                                                     |

Итого: 10 матчей и 14 пропущенных голов; 0 побед, 4 ничьи, 6 поражений.

## Достижения

### Командные
«Викингур»
- Чемпион Фарерских островов (1): 2024
- Обладатель Кубка Фарерских островов (1): 2022

### Личные
- Вратарь года на Фарерских островах (1): 2024